# 南条あや
南条 あや（なんじょう あや、1980年8月13日 - 1999年3月30日）は、東京都世田谷区出身のメンタルヘルス系ネットアイドル、日記作家、詩人。本名、鈴木 純（すずき じゅん）。

## 生涯
高校3年生の頃に薬事ライター町田あかねのウェブサイト「町田あかねのおクスリ研究所」（現在閉鎖）上に「精神病と向精神薬に関する体験談募集」に対してメールを送ったところ、その文才が評価されたことから1998年5月28日〜1999年3月17日まで日々を綴った日記を公開し始める。実際の公開は自身が行っていたわけではなく、日記の文章をEメールで町田に送信し、その日記メールを受信した町田が南条あやの日記として「町田あかねのおクスリ研究所」内にアップロードしていた。サイトの独立前は日記の下部に、毎回町田のコメントが記載されていたが、独立後はコメント部分が削られている。
心の病について吐露した日記は同様に精神疾患を抱えた若者を中心に多くの人々から支持を集め、ファンクラブも結成されるまでに至る。また、当時はメールマガジン方式の会報を不定期発行していた。趣味の一つのカラオケに友人を誘ってはよくカラオケボックスに出掛けたり、リストカットの衝動を抑えるために献血に精を出していた。
しかし、卒業式を終えて20日後の1999年3月30日正午ごろ、一人で下北沢のカラオケボックスに入店し、その後3時間の間に向精神薬を大量に服用し昏睡状態で病院に搬送。蘇生処置を受けたが、その後死亡した。様々な見解はあるが実質上「自殺」とみられている。
葬儀にはファンも参列し、葬儀に行けなかったファンらはネット葬で南条を哀悼した。
代表作として詩に『終止符』（死の前に恋人にメールで送られた）、著書に下記『卒業式まで死にません』がある。

## 人物
3歳の頃に両親が離婚。母親は名古屋市で再婚し、一度は母親に引き取られ継父らと暮らすが後に実父に引き取られ、都内のアパートで父子2人の環境で育つ。小学校を卒業するまでにいじめと不登校を経験。小学校時代の同級生からのいじめから逃れるため地元の中学校へは行かず、私立中学校に進学したが、そこでもいじめを受けた。
中学1年生の頃からリストカットをするようになり、晩年には慢性化していた。高校3年生だった1998年7月27日から1998年10月2日まで大学附属病院精神科の閉鎖病棟へ入院する。通学していた学校の制服を非常に気に入っており大切にしていた。自身のウェブサイトでもそのセーラー服姿を公開している。

### プロフィール
※1998年当時の本人作成のもの
- 好きな食べ物：タン、カマンベールチーズ、季節の果物（オレンジ、サクランボ、バナナ、スウィーティなど）
※その他ファーストキッチンのバジルポテト、焼肉、ユッケなどを好んでいたことや、嫌いだったものはヨーグルトということが日記中に記載されている。しかし、カロリーの低さからアロエヨーグルトやウイダーインゼリーしか口にしないなどの過激なダイエットを度々していた。
- 好きな歌手：Cocco、小谷美紗子、tohko
※他にもモーニング娘。やkiroro、SPEED、中谷美紀with坂本龍一などを愛聴していた。
- 好きなタレント：中谷美紀、葉月里緒奈
- 好きな教科：ペン習字
- 嫌いな教科：英語
- 身長は153cm。本人としては160cmは欲しかったと言う。

## メディアへの登場

### 誌面
- GON!（ミリオン出版）“通院日記” 1998.11.17
- 別冊宝島（宝島社）“おかしいネット社会”インタビュー 1999.2.16
- GON!（ミリオン出版）“精神科医に通う女子高生あやの分裂日記” 1999.3～
- 別冊宝島（宝島社）“自殺したい人々”ネットアイドル遺稿 1999.6.17
- テレパル（小学館）火曜ファイルの番組紹介、サイト紹介 1999.8
- 波（新潮社）9月号 （自称）婚約者の寄稿文掲載 2000.8
- 週刊金曜日（株式会社金曜日）サイト取材 2000.11.10
- www イエローページ（エーアイ出版）サイト掲載 2001.4.11

### テレビ番組
- 火曜ファイル“インターネットな女たち”（フジテレビ）1999.8.30　※生前に取材されたドキュメント
- にんげんゆうゆう（NHK）2001.4.10　※約2ヵ月後に再放送。
- スーパーJチャンネル“火曜班　巷の一大事〜そうだったのか!!処方薬依存の実態密着〜”（テレビ朝日）2003.10.11
- NNNドキュメント'07（日本テレビ）2007.8.5深夜

## 著書
- 卒業式まで死にません（新潮社 ISBN 4-10-142021-1）　＊本編の縮刷版であり、かつ遺族の補正等があるため解釈には留意が必要である。